# Ammothea antipodensis
Ammothea antipodensis là một loài nhện biển trong họ Ammotheidae. Loài này thuộc chi Ammothea. Ammothea antipodensis được miêu tả khoa học năm 1972 bởi Clark.